# スーパーロボット大戦MX
『スーパーロボット大戦MX』（スーパーロボットたいせんエムエックス）は、2004年5月27日にバンプレストから発売されたPlayStation 2用シミュレーションRPG。
PlayStation Portable移植版である『スーパーロボット大戦MX ポータブル』（スーパーロボットたいせんエムエックス ポータブル）についても本項で扱う。
キャッチコピーは「未体験世界（ゾーン）、始まる」「想像は限界を超えて。――その進化は果てしなく。」。

## 概要
SDで表現されたロボットたちが競演するクロスオーバー作品「スーパーロボット大戦シリーズ」の一つ。ワンダースワンで展開されたシリーズ内シリーズであるCOMPACTシリーズの流れを汲んだ作品である。本作同様COMPACTシリーズの流れを汲んだ『スーパーロボット大戦IMPACT』（以下『IMPACT』）は、『スーパーロボット大戦COMPACT2』のリメイク作品であったが、本作は完全新規で製作された。
タイトル「MX」の意味は特に無く、作中で語られている意味はタイトルに合わせるために付けられたもの。また当初はタイトルを『スーパーロボット大戦ダイナマイト』とする案もあった。こちらのタイトルにも特に意味は無いとのこと。
携帯ゲーム機作品のアッパーバージョンという位置づけから、『第2次スーパーロボット大戦α』（以下『第2次α』）より分岐を少なくし、『IMPACT』での反省から難易度は抑えて作られている。シナリオ数は全55話。これは『IMPACT』（全101話）が長すぎる、『スーパーロボット大戦Scramble Commander』（全22話）が短すぎるとの意見が多く寄せられ、ユーザーが納得できるボリュームは全50話前後ではないかと考えてのこと。
グラフィックはエフェクトの『第2次α』に対してスピーディにカットインが流れるよう意識して作られた。カットインをアニメーションさせることによって、見た目が派手でわかりやすい戦闘シーンを再現している。それまで原則変化しなかったメッセージウィンドウが一部の戦闘において半透明化するようになり、画面全体を使った演出が可能になったことでアニメーションの迫力が強化された。
当初2004年3月発売予定と発表されていたが、クオリティの向上のために発売日が同年5月27日へ延期された。
「PlayStation Awards 2005」において、ゴールドプライズ（累計出荷本数50万本以上100万本未満のタイトルに対して贈られる）を受賞した。

### PlayStation Portable版
2005年12月29日にPlayStation Portableで『スーパーロボット大戦MX ポータブル』（以下PSP版）と題して移植された。2007年6月28日にはPSP the Best版（廉価版）も発売。バンプレストのPlayStation Portable参入第1弾タイトルである。
PSP版では若干のシナリオ変更や難易度の底上げが行われたが、基本的には同一である。
キャッチコピーは「いつでも、どこでも、熱血、必中。」。

## あらすじ
宇宙暦と呼ばれる時代に入り70年が過ぎた頃、人類の命運を揺るがす事件が立て続けに発生した。突如として異世界から東京に襲来した「MU」に対し、地球連邦軍は攻撃を敢行。その結果、MUは東京全体を木星状の閉鎖空間「TOKYO JUPITER」に包んでしまった。直後に発生した南極への巨大隕石落下事件「セカンドインパクト」、一年戦争や蜥蜴戦争といった人類同士の大戦を経て、ようやく平穏が訪れるかと思いきや、グリプス戦役やデビルガンダム事件がほぼ同時に発生。
時を同じくして、地球への移住を目的とするバーム星人が襲来。さらにミケーネ帝国・恐竜帝国・妖魔帝国が侵攻を開始したことで人類は未曾有の危機に陥るが、エゥーゴや地球連邦軍、日本のスーパーロボットやナデシコB、新シャッフル同盟の活躍によりこれら敵対勢力を撃退。バーム星人との和平を成立させ、その後に蜂起したネオ・ジオン軍をも打ち倒し、危機は去ったかに思われた。
しかし、月のギガノス帝国軍の宣戦布告、「使徒」と呼ばれる謎の敵の襲来、出没を繰り返す謎の未確認飛行物体、ヒサゴプランに見え隠れする影…戦火は未だ消えてはいなかった。
その頃、地球連邦軍では、度重なる戦争によって問題視されていた量産人型兵器の損耗率の高さを解消すべく、新エネルギー「ターミナス・エナジー」を用いた、事実上メンテナンスフリーの新型機動兵器を開発する計画「ツェントル・プロジェクト」を進めていた。テストパイロットであるヒューゴ・メディオ少尉とアクア・ケントルム少尉により試作機（6号機・サーベラス、または7号機・ガルムレイド）の試験が進められる中、パイロットが決まらず放棄されていた試作5号機のメディウス・ロクスが強奪された。その犯人はヒューゴのかつての上官であるアルベロ・エストと、アクアの恩師であるエルデ・ミッテであった。ヒューゴとアクアは、各勢力を超えて結成された地球防衛部隊「マグネイト・テン」に合流して戦いながら、アルベロとエルデを追い続けるのであった。

## 参戦作品

### 一覧
★マークはシリーズ初参戦作品。☆マークは据え置き機初参戦作品。
- マシンロボ クロノスの大逆襲
- 新世紀エヴァンゲリオン
- THE END OF EVANGELION
- ☆GEAR戦士電童
- 機動戦艦ナデシコ
- ☆劇場版 機動戦艦ナデシコ
- 機動戦士Ζガンダム
- 機動戦士ガンダムΖΖ
- 機動戦士ガンダム 逆襲のシャア
- 機動武闘伝Gガンダム
- ☆機甲戦記ドラグナー
- マジンガーZ
- グレートマジンガー
- UFOロボ グレンダイザー
- 劇場版マジンガーシリーズ
- ゲッターロボ
- ゲッターロボG
- ★冥王計画ゼオライマー
- 闘将ダイモス
- 勇者ライディーン
- ★ラーゼフォン
- バンプレストオリジナル

### 解説
初登場作品は『冥王計画ゼオライマー』と『ラーゼフォン』の2作品。『GEAR戦士電童』『劇場版 機動戦艦ナデシコ』『機甲戦記ドラグナー』は、据え置き型ゲーム機に初参戦。また、『新世紀エヴァンゲリオン』『ラーゼフォン』は、PSP移植時に携帯ゲーム機への初参戦を果たす。『第2次α』より若いユーザー向けということもあり、携帯ゲーム機作品でしか参入していない作品を優先して採用している。
αシリーズとはなるべく違う展開にしようという試みから、原作の後日談をみせることに力を注いで作られている。本シリーズではガンダムシリーズがストーリーに大きく関与することが多いが、本作は『機動戦士ガンダム 逆襲のシャア』を除いて原作終了後の設定となっており、『機動武闘伝Gガンダム』以外はストーリーに直接関わらない。それ以外でも『マジンガーZ』『ゲッターロボ』『勇者ライディーン』『闘将ダイモス』『機動戦艦ナデシコ』『マシンロボ クロノスの大逆襲』などは原作終了後の話である。ストーリーは『新世紀エヴァンゲリオン』と『ラーゼフォン』の影響が大きく、これに『勇者ライディーン』をプラスした3作品は本作の世界観に深く関わっている。上記の作品に加え、原作のストーリー開始前の設定になっている『GEAR戦士電童』『機甲戦記ドラグナー』『冥王計画ゼオライマー』は、メインストーリーに直接関与はしないものの大きく取り上げられている。
なお『ラーゼフォン』の主役ロボット、ラーゼフォンには武器名の設定が存在しないため、ゲーム『ラーゼフォン 蒼穹幻想曲』を参考にして武器名が付けられている。

### パッケージ登場機体
構図が変わっているものの、PS2・PSP版のどちらもパッケージに描かれている機体は同じである。
- ライディーン（勇者ライディーン）
- GEAR戦士 電童[† 4]（GEAR戦士電童）
- ダイモス（闘将ダイモス）
- マジンガーZ（マジンガーZ）
- バイカンフー（マシンロボ クロノスの大逆襲）
- ブラックサレナ（劇場版 機動戦艦ナデシコ）
- 天のゼオライマー（冥王計画ゼオライマー）
- エヴァンゲリオン初号機（新世紀エヴァンゲリオン）
- Ζガンダム（機動戦士Ζガンダム）
- ラーゼフォン（ラーゼフォン）

## オリジナルキャラクター
主人公はメインパイロットのヒューゴ・メディオ（男性）と、サブパイロットのアクア・ケントルム（女性）の2名で固定されている。主人公機はリアル系のサーベラスとスーパー系のガルムレイドから選択する。

## システム
ここでは、本作特有のシステムや新規追加・変更されたシステムについて解説する。シリーズ共通のシステムについてはスーパーロボット大戦シリーズのシステムを参照。
本作のシステムはほぼ『IMPACT』のシステムを引き継ぐ。それに加え『第2次α』や『スーパーロボット大戦D』のエッセンスを取り込んだシステムが追加され、PSP版ではさらにBGMの選択制も採用されている。
お気に入り
ゲーム開始時にお気に入り作品を1作品（PSP版では3作品）選べ、その作品は経験値や獲得資金、改造段階などが優遇される。ユニット数に関わらず経験値や獲得資金の補正率は一律のため、登場ユニット数が多い作品を選んだ方が有利。
後の『スーパーロボット大戦J』ではユニット数に応じて補正率が変わるように変更された。
支援攻撃
「支援攻撃」の特殊技能を持つパイロットが攻撃をする際、周囲の未行動のユニットに支援を行わせ、さらに自機の攻撃力を上げることができる。「支援攻撃」のレベルによって、支援に入るユニットの数は変わり、最大4機まで。
ダブルアタック
特定の射撃武器で隣接した敵を攻撃する際、2体まとめて攻撃できる（弾数やENは2回分必要）。戦闘時には画面が上下2分割され同時に攻撃が命中するアニメーションとなる。
ダブルアタックの場合、援護攻撃・援護防御は発生しない。
壁の概念・地形破壊
『IMPACT』で存在した壊せる地形の要素が引き続き搭載されている。地形を壊せる武器はミサイルなどの飛び道具がほとんど。
また、本作では「壁」の概念が強化されており、単純に進入できない地形としてのみならず、壁越しの攻撃が不可能になっている。
武器・攻撃
新たな武器の属性として「拡散」「シールド貫通」が登場。この属性を持った武器で攻撃を受けた場合、「拡散」は分身での回避が不可能、「シールド貫通」はシールド防御を弱体化させ、当たれば確実にシールド耐久力を1減らす（破った場合は2減る）。
本作では、武器は攻撃力だけではなく命中率とクリティカル率も改造できる。また、合体攻撃を援護攻撃で使用することができ、合体攻撃を合体攻撃で援護することも可能。
合体ユニットの撃墜
これまでの作品では合体したユニットが撃墜された場合、サブユニットのみが撃墜扱いになっていたが、今作ではメインユニットも撃墜扱いになる。
偵察
「EWAC」「ハイパースキャン」の特殊能力を持つユニット、または「ハッキング」技能を持つパイロットが乗っているユニットが実行可能なコマンド。従来の精神コマンド「偵察」で得られた効果とほぼ同じだが、対象となった敵の撤退するHP・所有するコンテナの中身の情報も得られる。一度戦闘してステータスの情報が判明している敵に対しても使用できるが、使用すると行動終了となる。
多階層マップ
本作では、一部ステージで複数階層の構造となっているMAPがある。
複数階層からなるMAPでは、特定ポイントが入り口となっており、ここから内部への侵入が可能である。ただし、戦艦ユニットは階層を移動することができない。あくまでも移動なので、階層を移動しても行動終了扱いにはならない。
なお、エヴァンゲリオンは電源となる戦艦や電源ビルから一定距離以上離れることができないが、多階層マップ内部では制限無く移動可能（ケーブル切断扱いにはならない）。エステバリスも同様で、多階層マップ内にナデシコは侵入できないが、屋内では重力波ビームの圏内として扱われEN回復の恩恵が受けられる。

## スタッフ
プロデューサー
寺田貴信
じっぱひとからげ
菊池博
ディレクター
早浚真澄
オリジナルメカニカルデザイン
青木健太
斉藤和衛
オリジナルキャラクターデザイン
河野さち子
シリーズ構成・脚本
千住京太郎

## 主題歌
オープニングテーマ「VICTORY」
作詞：影山ヒロノブ / 作・編曲：河野陽吾 / 歌：JAM Project
エンディングテーマ「約束の地」
作詞：奥井雅美 / 作・編曲：河野陽吾 / 歌：JAM Project

## プロモーション

### テレビCM
ゲーム映像を使用したCMは数種類あり、ナレーションに井上和彦やゲーム主題歌でもある「VICTORY」や「約束の地」が起用されている。
他に、架空のロシア人体操選手「スヴァロボ・ドヴァイスキー」が鞍馬・鉄棒・吊り輪でMXの字を象った技を披露するCMが、2004年4月28日からオンエアされた。体操競技の実況中継風になっているこのCMは、実況にアナウンサーの杉本清、解説に本作プロデューサーの寺田貴信、観客に一般公募で集められたユーザーが出演している。さらにPSP版のCMでもドヴァイスキーが登場し、2005年11月6日からオンエアされた。演技中にPSPを持ちながらゲームをプレイする内容である。

### ラッピングトラック
本作の絵柄をラッピングされたトラックが日本橋〜秋葉原近辺を走行した。

### 購入特典
PS2版の予約特典は、DVD-Video「Super Robot Wars MX Ultimate Giga Disc」。登場作品原作アニメハイライトに加え、本作のPV・CMを収録している。

## 関連商品

### 攻略本
- スーパーロボット大戦MX ナビゲーションファイル ISBN 9784047071490
- スーパーロボット大戦MX Megaton Fighting Plan 超級戦闘伝導書 ISBN 9784087792874
- スーパーロボット大戦MX 完全解析ファイル ISBN 9784575164237
- スーパーロボット大戦MX ザ・コンプリートガイド ISBN 9784840227636
- スーパーロボット大戦MX パーフェクトバイブル ISBN 9784757719613
- スーパーロボット大戦MX パーフェクトガイド ISBN 9784797327663
- スーパーロボット大戦MXポータブル パーフェクトバイブル ISBN 9784757726116

### ムック
- スーパーロボット大戦MX DEEP FILE ISBN 9784575164244
- スーパーロボット大戦MX 全シナリオ攻略ファイル ISBN 9784901782326

### コミック
スーパーロボット大戦MX 4コマKINGS
2004年10月15日初版、一迅社、DNAメディアコミックス。ISBN 9784758002066
複数作家による二次創作4コマ漫画。
スーパーロボット大戦MX コミックアンソロジー 炎の絵巻
2004年9月15日初版、一迅社、DNAメディアコミックス。ISBN 9784758002011
複数作家による二次創作短編漫画。
スーパーロボット大戦MX 4コマギャグバトル
2004年9月10日初版、光文社、火の玉ゲームコミックシリーズ。ISBN 9784334806088
複数作家による二次創作4コマ漫画。
スーパーロボット大戦MX コミックアンソロジー 降臨!鋼の武装天使
2004年10月10日初版、光文社、火の玉ゲームコミックシリーズ。ISBN 9784334806095
複数作家による二次創作短編漫画。
スーパーロボット大戦MX 4コマ戦線
2004年9月11日初版、双葉社、アクションコミックス。ISBN 9784575939026
複数作家による二次創作4コマ漫画。
スーパーロボット大戦MX アンソロジー戦線
2004年9月11日初版、双葉社、アクションコミックス。ISBN 9784575939033
複数作家による二次創作短編漫画。
スーパーロボット大戦MX 4コママンガ笑スタジアム
2004年9月25日初版、宙出版、おおぞら笑コミックス。ISBN 9784776713937
複数作家による二次創作4コマ漫画。
スーパーロボット大戦MX〜大激闘!
2004年8月18日初版、宙出版、おおぞら笑コミックス。ISBN 9784776713692
複数作家による二次創作短編漫画。

### CD
スーパーロボット大戦MX オリジナルサウンドトラック
2004年6月23日発売 ランティス
本編BGMを収録したサウンドトラックCD。

### 周辺機器
- メモリーカード8MB[16][17]